# XMB

可在XMB兼容裝置上找到的標誌

Xross Media Bar（XMB）“跨界导航菜单”是一種由索尼開發的圖形用戶界面，最初用于PSX媒體中心的人機界面。該界面擁有橫越螢幕水平展開的圖示，可透過移動該些圖示而非游標來導航瀏覽。該些圖示用來組織可供使用者選擇的選項，當選擇水平條的圖示後會有更多的圖示在上或下方垂直顯示（可透過上下方向鍵選擇）。Xross Media Bar是PlayStation Portable與PlayStation 3的預設界面，2006年開始XMB亦用於高階的WEGA電視中。在VAIO2008年夏季系列的筆記本電腦中，亦透過VAIO Media Plus軟體，提供了XMB介面。

## Playstation Portable上的XMB
PlayStation Portable在選擇一個類別後其選項會出現在該圖示下，可透過按右方向鍵來選擇，可透過按左方向鍵、O鍵（歐美版）或X鍵（日版）來返回。XMB的背景顏色會按當前月份更改。
| 月分   | 顏色 |
| ------ | ---- |
| 一月   |      |
| 二月   |      |
| 三月   |      |
| 四月   |      |
| 五月   |      |
| 六月   |      |
| 七月   |      |
| 八月   |      |
| 九月   |      |
| 十月   |      |
| 十一月 |      |
| 十二月 |      |

## PlayStation 3上的XMB
除新增了兩個額外的項目：Users與Friends外PlayStation 3上的XMB與PSP的非常相似。同時多工處理亦得到增強，如可在播放音樂時瀏覽照片或在瀏覽XMB時於背景播放視頻。
類似於PlayStation Portable的XMB，PlayStation 3的XMB背景顏色亦會按當前月份而更改，除此之外亮度亦會按每天的時間而改變。顏色會在每月的中旬逐漸出現變化，例如一月的顏色為灰色，而在十二月中旬顏色會開始逐漸由紅色（十二月的顏色）變為灰色。

## rpcs3上的XMB
於2022年開始，RPCS3支援使用XMB介面，但仍缺少部分功能，例如以XMB介面啟動遊戲。

## 選單

### 用户
- 仅PlayStation 3主机系统具有此功能。

### 附加功能
- 仅系统版本在6.20以上的PlayStation Portable主机具有此功能

### 电视
- 仅日本发行的部分具备“1 Seg”功能的主机带有此功能。

### 游戏
- 仅PlayStation Portable和PlayStation 3主机具有此功能。

### 网络
- 仅部分支持联网的主机具有此功能。

### 好友
- 仅PlayStation 3主机系统具有此功能。

## 控制
通常XMB需要控制器擁有6個不同的按鍵，一個四方向的方向鍵用來選擇類別（使用左與右方向鍵）以及高亮選擇該些類別下的選項或動作（使用上與下方向鍵），另需要兩個按鍵來選擇高亮的項目以及回到上一"級"選單（一般為"X鍵"與"O鍵"）。

## XMB色彩
XMB的背景顏色會按當前月份更改。
| 月份 | 一月 | 二月 | 三月 | 四月 | 五月 | 六月 | 七月 | 八月 | 九月 | 十月 | 十一月 | 十二月 |
| 颜色 |      |      |      |      |      |      |      |      |      |      |        |        |

| 日期 | 1月15日 | 1月24日 | 2月15日 | 2月24日 | 3月15日 | 3月24日 | 4月15日 | 4月24日 | 5月15日 | 5月24日 | 6月15日 | 6月24日 | 7月15日 | 7月24日 | 8月15日 | 8月24日 | 9月15日 | 9月24日 | 10月15日 | 10月24日 | 11月15日 | 11月24日 | 12月15日 | 12月24日 |
| 颜色 |         |         |         |         |         |         |         |         |         |         |         |         |         |         |         |         |         |         |          |          |          |          |          |          |

| 时间 | 00 | 01 | 02 | 03 | 04 | 05 | 06 | 07 | 08 | 09 | 10 | 11 | 12 | 13 | 14 | 15 | 16 | 17 | 18 | 19 | 20 | 21 | 22 | 23 |
| 值   |    |    |    |    |    |    |    |    |    |    |    |    |    |    |    |    |    |    |    |    |    |    |    |    |

## 外部連結
- IGN上的9頁XMB介紹文章 （页面存档备份，存于）